# Didemnum trispirale
Didemnum trispirale är en sjöpungsart som beskrevs av Romanov 1989. Didemnum trispirale ingår i släktet Didemnum och familjen Didemnidae. Inga underarter finns listade i Catalogue of Life.